# Frontalizm

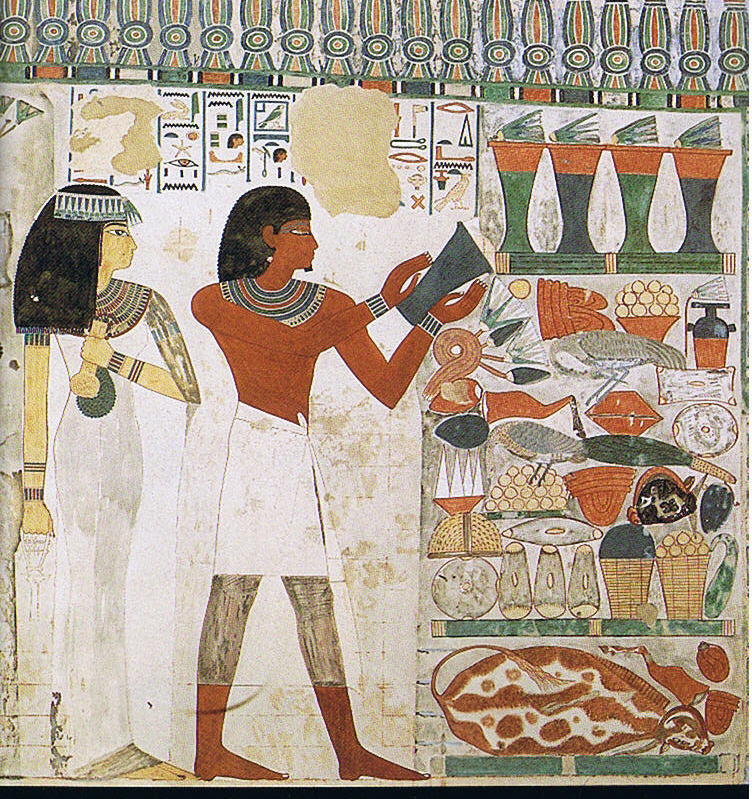
Frontalizm w malarstwie egipskim – malowidło egipskie z grobowca Nachta, XV wiek p.n.e.

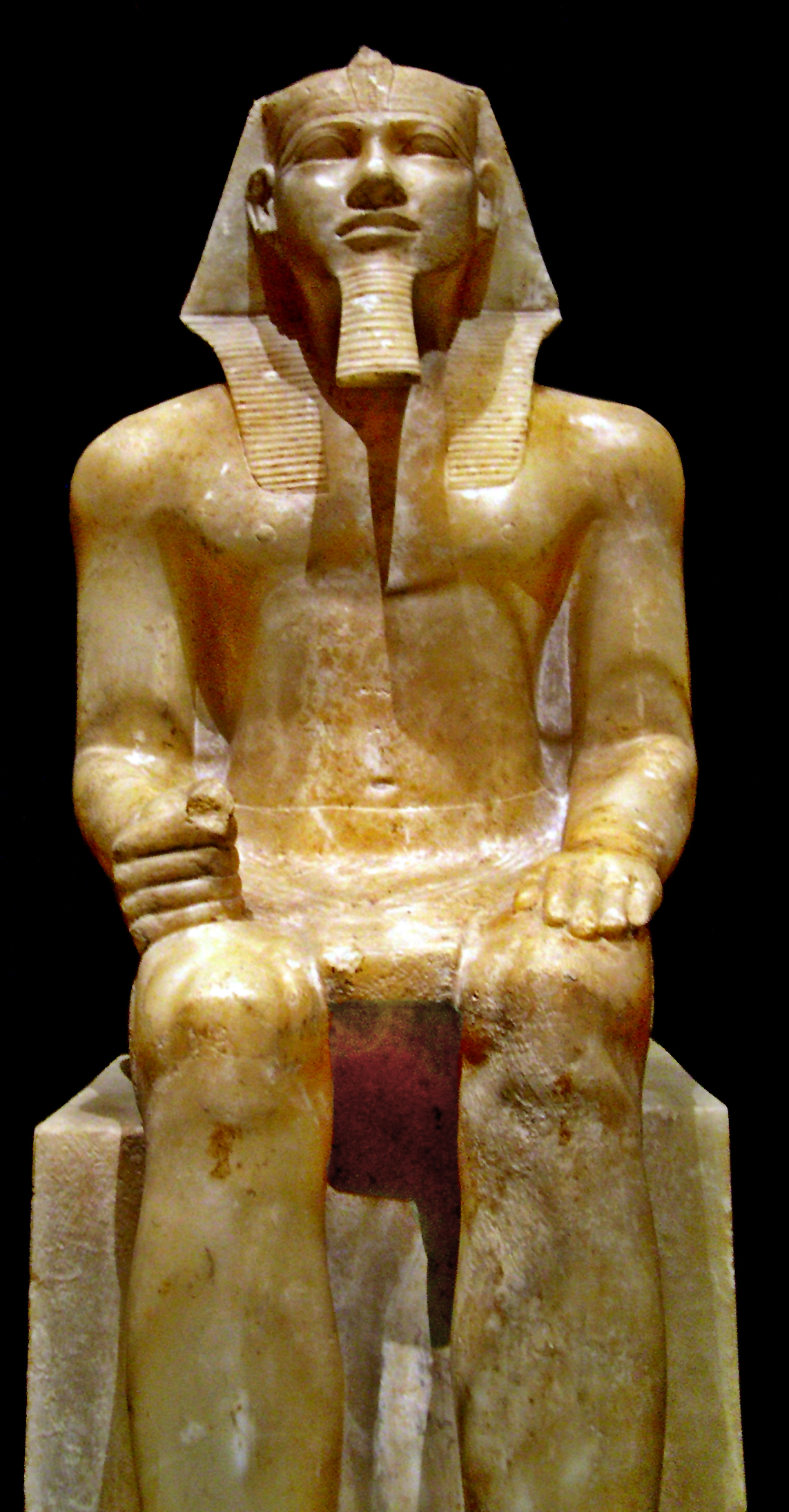
Frontalizm w rzeźbie egipskiej – posąg Chefrena, XXVI wiek p.n.e.

Frontalizm – zasada kompozycyjna stosowana w sztukach plastycznych, polegająca na przedstawianiu postaci ludzkiej od przodu, w układzie ściśle symetrycznym, dzięki czemu dzieło zyskuje charakter monumentalny i hieratyczny. W związku z tym kompozycję frontalną nadawano przede wszystkim wyobrażeniom kultowym i portretom oficjalnym, wystawionym na widok publiczny.
Frontalizm był charakterystyczny dla całego okresu sztuki starożytnego Egiptu, rzeźby greckiej okresu archaicznego oraz dla sztuki rzymskiej okresu późnego i sztuki bizantyjskiej.
W starożytnym Egipcie frontalizm przejawiał się szczególnie w twórczości malarskiej i reliefowej – twarz postaci była przedstawiana z profilu, tułów od przodu, nogi również z profilu, przy czym w przedstawieniach postaci siedzących złączone, a stojących jedna była wysunięta do przodu w stosunku do drugiej. Frontalizm w rzeźbie egipskiej wyrażony był innym zestawem preferowanych cech. Postacie ludzkie były przedstawiane w postawie siedzącej lub stojącej, sztywnej, formalnej, niedostępnej, z oczami wzniesionymi w niebo, przy czym u postaci siedzących ręce złożone były na kolanach.